# Линдентал
Линдентал (на немски: Köln-Lindenthal) е един от 9-те района на град Кьолн, Германия.
Обхваща западната част на града. Площта на района е 41,6 км², а населението му е 151 150 души (по приблизителна оценка за декември 2016 г.). В Линдентал се намират някои от факултетите на университета в Кьолн, както и много институти за проучвания.